# Longitarsus pratensis
Longitarsus pratensis  (лат.) — вид листоедов (Chrysomelidae) из подсемейства козявок (Galerucinae). Распространён от западного палеарктическокого региона до Центральной Азии. Взрослые жуки и их личинки питаются листьями подорожника (Plantago) (подорожниковые).

## Вариетет
- вариетет: Longitarsus pratensis var. ciliifer Mequignon, 1948